# Фелинг, Александр
Александр Фелинг (нем. Alexander Fehling; род. 29 марта 1981, Восточный Берлин, ГДР) — немецкий актёр театра и кино, наиболее известный по роли старшего сержанта Вильгельма в фильме Квентина Тарантино «Бесславные ублюдки» и Йонаса Холландера в 5 сезоне сериала «Родина» на канале Showtime. Лауреат премий Мюнхенского и Берлинского кинофестивалей.

## Биография
Родился 29 марта 1981 года в Восточном Берлине. Родители — журналисты, познакомились во время работы в газете «Junge Welt».
С 12 лет играл в детской театральной студии. Первой театральной ролью стала роль осла в спектакле по сказке «Бременские музыканты» братьев Гримм в культурном центре в Берлине. После окончания средней школы с 2003 по 2007 год учился актёрскому мастерству в Академии драматических искусств имени Эрнста Буша.

## Карьера
С 2005 года играет на театральной сцене, в том числе в театре «Берлинер ансамбль», Немецком театре и Бургтеатре.
В 2006 году получил премию О. Э. Хассе для молодых актёров от Берлинской академии искусств за роль принца в постановке «Белоснежка» Роберта Вальзера.
Дебютной работой в кино стала главная роль в фильме Роберт Тальхайм «И вот пришли туристы» 2007 года, за которую актёр получил премию «Новое немецкое кино» в номинации «Актёрское мастерство» на Мюнхенском кинофестивале в 2007 году.
В 2009 году исполнил роль старшего сержанта Вильгельма в фильме «Бесславные ублюдки» Квентина Тарантино, также озвучил своего персонажа в немецкой версии фильма.
В 2012 году вошёл в состав жюри Одесского международного кинофестиваля.
В 2015 году присоединился к касту сериала «Родина» в роли Йонаса Холландера, парня главной героини Кэрри Мэтисон в исполнении Клэр Дэйнс.
Помимо актёрской деятельности выступил сценаристом фильма «Когда-то река была человеком» (2011) и продюсером короткометражного фильма «We Will Stay in Touch about It» (2015). Также озвучивает аудиокниги.

## Награды
- 2006 — Премия О. Э. Хассе[нем.] для молодых актёров от Берлинской академии искусств (постановка «Белоснежка»)
- 2007 — Премия «Новое немецкое кино[нем.]» Мюнхенского кинофестиваля в номинации «Актёрское мастерство» (фильм «И вот пришли туристы»)
- 2011 — Немецкая режиссёрская премия «Метрополис»[нем.] (фильмы «Гёте!» и «Если не мы, то кто»)
- 2011 — Премия «Юпитер»[англ.] (фильм «Гёте!»)
- 2011 — Премия «Падающие звёзды»[англ.] Берлинского кинофестиваля (фильм «Гёте!»)
- 2015 — Баварская кинопремия[англ.] номинации «Лучшая мужская роль» (фильм «В лабиринте молчания»)
- 2019 — Премия Deutscher Filmpreis в номинации «Лучший актёр второго плана» (фильм «Взрослые игры»)
- 2019 — Премия немецких кинокритиков[англ.] в номинации «Лучший актёр» (фильм «Взрослые игры»)[5]
- 2021 — Немецкая премия за аудиокниги[англ.] в номинации «Лучший исполнитель» (книга Примо Леви «Человек ли это?»)[12]

## Фильмография
| Год  |   | Русское название                   | Оригинальное название                       | Роль                      |
| ---- | - | ---------------------------------- | ------------------------------------------- | ------------------------- |
| 2007 | ф | И вот пришли туристы               | And Along Come Tourists                     | Свен Ленерт               |
| 2008 | ф | Будденброки                        | Buddenbrooks                                | Мортен Шварцкопф          |
| 2009 | ф | Буря                               | Sturm                                       | Патрик Фербер             |
| 2009 | ф | Тринадцатый семестр                | 13 Semester                                 | Бернд                     |
| 2009 | ф | Бесславные ублюдки                 | Inglourious Basterds                        | старший сержант Вильгельм |
| 2010 | ф | Гёте!                              | Goethe!                                     | Иоганн Гёте               |
| 2011 | ф | Если не мы, то кто                 | Wer wenn nicht wir                          | Андреас Баадер            |
| 2011 | ф | Когда-то река была человеком       | Der Fluss war einst ein Mensch              |                           |
| 2012 | ф | Экспат                             | Erased                                      | Флойд                     |
| 2013 | ф | Приятель                           | Buddy                                       | Эдди Вебер                |
| 2014 | ф | В лабиринте молчания               | Im Labyrinth des Schweigens                 | прокурор Йоханн Радманн   |
| 2015 | с | Родина                             | Homeland                                    | Йонас Холландер           |
| 2017 | ф | Когда убывает день                 | In Zeiten des abnehmenden Lichts            | Саша Умницер              |
| 2017 | ф | Капитан                            | Der Hauptmann                               | Юнкер                     |
| 2018 | с | Бит                                | Beat                                        | Филипп Фоссберг           |
| 2019 | ф | Любовь между строк                 | Gut gegen Nordwind                          | Лео Лейке                 |
| 2019 | ф | Взрослые игры                      | Das Ende der Wahrheit                       | Патрик Лемке              |
| 2019 | ф | Тайная жизнь                       | A Hidden Life                               | Фридрих Фельдман          |
| 2023 | с | За океан                           | Transatlantic                               | Макс Эрнст                |
| 2023 | ф | Сенека: О сотворении землетрясений | Seneca – Oder: Über die Geburt von Erdbeben | Децим                     |
| 2024 | ф | Ограбление на миллион              | Verbrannte Erde                             | Виктор                    |
| 2024 | с | Гельголанд 513                     | Helgoland 513                               | Марек Сторбек             |